# 十二號羅基芒特鎮區 (北卡羅萊納州厄齊康縣)
十二號羅基芒特鎮區（英語：Township 12, Rocky Mount）是位於美國北卡羅萊納州厄齊康縣的一個鎮區。

## 地方資料
十二號羅基芒特鎮區的面積為99.46平方千米，皆為陸地。根據2020年美國人口普查的數據，當地共有人口16685人，而人口密度為每平方千米167.76人。